# جیم مایکل
جیم مایکل یک کارگردان آمریکایی که بیشتر برای این فیلم‌های توت خیابان و خطر زمین شناخته می‌شود.